# Pierre Bayard
Pierre Bayard, nacido en 1954, es un profesor de literatura francesa en la Universidad de París VIII y psicoanalista francés.

## Sobre el autor
Pierre Bayard es un escritor y crítico literario que fundó la  "Critique Interventionniste". Un tipo de crítica literaria que los críticos no son un lector pasivo que está fuera del trabajo, sino que profundiza el trabajo para ser estudiado gracias a un sistema de métodos analíticos y conceptos existentes, desde el punto de vista. de una persona involucrada en la historia del trabajo para leer y analizar. Existen tres métodos principales para criticar la intervención: la crítica de mejora (Cf. Comment améliorer les œuvres ratées?, Et si les œuvres changeaient d'auteur?), La crítica por anticipación (Cf. Demain est écrit; Le Plagiat par anticipation), la crítica policial (Qui a tué Roger Ackroyd ?, Affaire du Chien des Baskerville, La vérité sur «Dix petits nègres»).
Sus análisis de las principales obras de grandes autores la dieron a conocer a los críticos. En ensayos sobre Agatha Christie, Shakespeare y Conan Doyle, se involucra en verdaderas contrainvestigaciones literarias, estudiando las motivaciones de los personajes, destacando las inconsistencias de las intrigas y mostrando con humor que los personajes de ficción escapan de sus creadores. Pero el libro que realmente reveló a Pierre Bayard es Cómo hablar sobre libros que no se han leído (Comment parler des livres que l'on n'a pas lus ?, Minuit, 2007), en el que se lleva a cabo un delicioso estudio de las diferentes maneras de no leer un libro, y recomienda soluciones para poder hablar sobre ello cuando incluso. Paradoja para este gran lector, que en realidad está buscando introducir una relación desinhibida con la lectura. Partiendo de la suposición de que algunos lectores tienen una representación aterradora de la lectura, intenta hacer que desculpabilizar . Lo esencial en la cultura es tener una visión general, afirma la posibilidad de tener una cultura incompleta y rota. Pierre Bayard ha renovado este dispositivo en Comment parler des lieux où l'on n'a pas été ?, Minuit, 2012 (Cómo hablar sobre lugares donde no ha estado), en el que revisa a los autores que hablaron de lugares a los que no acudieron.
Durante el transcurso de sus ensayos, entre otras cosas, ha corrido a los talones de criminales literarios impunes (debido a la negligencia de sus creadores), entregado consejos y trucos para hablar sobre libros y lugares que ni se leyeron ni se vieron, o Reflejado sobre el dilema de la resistencia / colaboración. Pierre Bayard también ha creado un nuevo género de ensayo "Ficción teórica" donde el narrador que dice "Yo" no es el autor.
Además, el humor es un elemento fundamental de su escritura. En Cómo hablar sobre libros no leídos, el narrador enseña cómo no leer, lo cual es una broma porque él mismo es un gran lector. Para Pierre Bayard, el humor tiene una función analítica. Permite marcar un cambio entre uno mismo y uno mismo, y así tomar una distancia con lo que se lee.

## Obras
- Balzac et le troc de l'imaginaire. Lecture de La Peau de chagrin, Lettres modernes-Minard, 1978
- Symptôme de Stendhal. Armance et l’aveu, Lettres modernes-Minard, 1980
- Il était deux fois Romain Gary, Presses universitaires de France, 1990
- Le Paradoxe du menteur. Sur Laclos, Minuit, 1993
- Maupassant, juste avant Freud, Minuit, 1994
- Le Hors-sujet. Proust et la digression, Minuit, 1996
- Qui a tué Roger Ackroyd ?, Minuit, 1998 et « Reprise », 2002
- Comment améliorer les œuvres ratées ?, Minuit, 2000
- Enquête sur Hamlet. Le Dialogue de sourds, Minuit, 2002
- Peut-on appliquer la littérature à la psychanalyse,  Minuit, 2004
- Demain est écrit, Minuit, 2005
- Comment parler des livres que l'on n'a pas lus ?(Cómo hablar de los libros que no se han leído),  Minuit, 2007
- L'Affaire du chien des Baskerville (El caso del perro de los Baskerville), Minuit, 2008
- Le Plagiat par anticipation, Minuit, 2009
- Et si les œuvres changeaient d'auteur ?, Minuit, 2010
- Comment parler des lieux où l’on n’a pas été ?, Minuit, 2012
- Aurais-je été résistant ou bourreau ?, Minuit, 2013
- Il existe d’autres mondes, Minuit, 2014
- Aurais-je sauvé Geneviève Dixmer ?, Minuit, 2015
- Le Titanic fera naufrage,  Minuit, 2016
- L'énigme Tolstoïevski, Minuit, 2017
- La Vérité sur "Dix petits nègres",  Minuit, 2019
- Comment parler des faits qui ne se sont pas produits ?, Minuit, 2020
- La Vérité sur "Ils étaient dix", Minuit, 2020 et "Double", 2021
- Œdipe n'est pas coupable, Minuit, 2021 et "Double", 2023
- Et si les Beatles n'étaient pas nés ?, Minuit, 2022
- Hitchcock s'est trompé, Minuit, 2023

## Libros colectivos
- Lire avec Freud. Pour Jean Bellemin-Noël, dir. Pierre Bayard, Presses universitaires de France, 1998
- Le Détour par les autres arts. Pour Marie-Claire Ropars, dir. Pierre Bayard et Christian Doumet, L’Improviste, 2004
- Lectures de Romain Gary, dir. François Aubel, coédition Le Magazine littéraire-Gallimard, 2011